# Arènes de Quito
Les arènes de Quito en Équateur accueillent les spectacles de tauromachie lors des fêtes annuelles du 6 décembre, date de fondation de la ville.

## Présentation

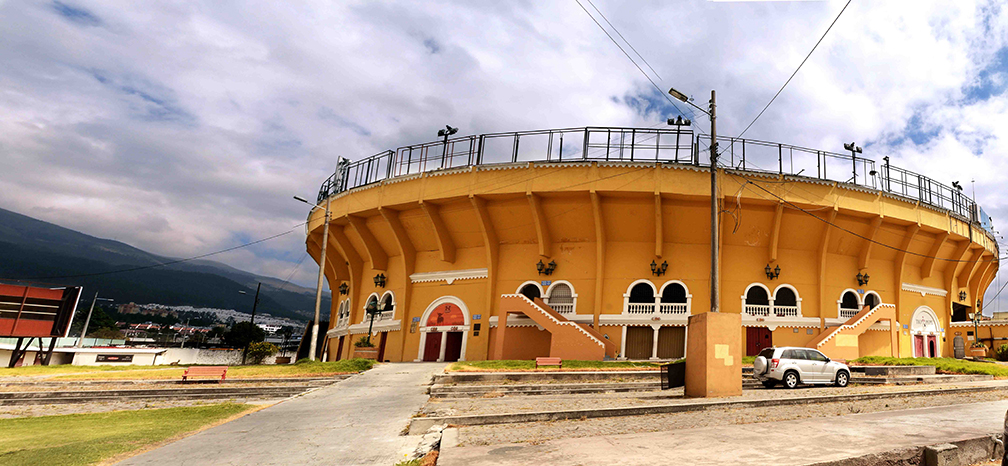
Vue extérieure

Conçues par l'architecte Tony Fillon, les arènes sont inaugurées le 5 mars 1960. Présentant un diamètre de 90 m avec un ruedo de 40 m de diamètre, elles peuvent contenir 15 000 personnes.